# Schwarzes Haus
La Schwarzes Haus  ("Casa nera") è un edificio storico a Herisau. È classificato dal governo svizzero come bene culturale di importanza nazionale. È considerato un edificio unico per la presenza di un mulino e l'uso residenziale, come testimonianza dell'industria tessile appenzellese.

## Storia
L'edificio principale fu costruito tra il 1673 e il 1674, e venne ampliato nel 1778 dal mercante Johann Ludwig Merz, che lo dotò di spazi aperti e un tetto in legno. In quel periodo Herisau era un importante centro tessile e il luogo dove sorge l'edificio era il più antico quartiere industriale della città.
Nel XIX secolo venne utilizzato come edificio residenziale e commerciale, mentre nel 1917 fu acquistato dall'azienda Cilander che ne ricavò degli appartamenti da affittare. Nel 1997 venne acquistato dalla fondazione Steinegg di Herisau e restaurato dal 1997 al 1999 dall'architetto Paul Knill. Nel 1998 fu scoperta la camera della ruota del mulino e nel 2002 questa parte venne restaurata. Attualmente viene utilizzato a scopi residenziali.